# 広島県道383号篠根高尾線
広島県道383号篠根高尾線（ひろしまけんどう383ごう しのねたかおせん）は、広島県府中市から尾道市に至る一般県道である。

## 概要
府中市篠根町から尾道市御調町高尾に至る。

### 路線データ
- 起点：府中市篠根町（国道486号交点）
- 終点：尾道市御調町高尾（杉谷交差点、国道184号交点）
- 総延長：約14.3 km

## 路線状況
全般的に山道が続く。特に尾道市側には大型車の迂回を促す案内標識もある。

## 地理

### 通過する自治体
- 府中市
- 尾道市

### 交差する道路
| 交差する道路 | 市町村名 | 交差する場所 | 交差する場所      |
| ------------ | -------- | ------------ | ----------------- |
| 国道486号    | 府中市   | 篠根町       | 起点              |
| 国道184号    | 尾道市   | 御調町高尾   | 杉谷交差点 / 終点 |

### 沿線
- 府中市立府中明郷学園（起点付近）
- JR西日本福塩線 下川辺駅
- 諸田郵便局
- 羽高湖